# Simone Missiroli
Pour les articles homonymes, voir Missiroli.
Simone Missiroli (né le 23 mai 1986 à Reggio de Calabre en Calabre) est un footballeur italien, qui évolue au poste de milieu de terrain au sein du Cesena FC.
Surnommé « le Missile », il joue actuellement avec la SPAL.

## Palmarès

### Palmarès joueur
US Sassuolo
- Championnat d'Italie D2 (1) :
  - Champion : 2012-13.

### Palmarès individuel
- Meilleur joueur de l'année de Sassuolo en 2012-2013[1]